# Турска проливна криза
Турската проливна криза продължава от 1946 г. до 1953 г. след като СССР настоява пред Турция за „съвместен контрол“ над черноморските проливи. Турската проливна криза води до създаването на доктрината Труман.

## Събитията
Официално Йосиф Сталин изисква от Исмет Иньоню да разположи своя военноморска база в проливната зона. Поставя се и второ условие към първото, явно с цел натиск – излиза се със съветски териториални претенции към Турция. СССР денонсира двустранния договор с Турция още преди края на Втората световна война. Денонсира и договора за мир под предлог, че Турция по време на ВСВ реално е подпомагала страните от Оста.
В резултат от дипломатическия натиск Турция предлага при война да даде право на СССР да вкара съветски войски в страната, обаче от военна гледна точка за Съветите е най-важно да получат военноморска база на турска територия, съответно да могат да осъществяват реален и действен контрол върху черноморските проливи. Йосиф Сталин продължава да настоява за „съвместен контрол“ над Босфора и Дарданелите.
Съветският дипломатически натиск над Турция се засилва след като съветското ръководство припомня на Турция, че е позволявала през проливите да преминават доставки на желязо, суровини и продукти за Вермахта на Източния фронт. Съветите усилват неимоверно дипломатическия натиск над Турция, като съветското военно командване започва военноморски маневри на съветския ВМФ около проливите, придружени и от придвижване към турските граници.
В периода 1946 – 1953 г., по времето на Сталин, СССР не оттегля претенциите си към Турция. В резултат от натиска Турция се вижда принудена да се присъедини към НАТО през 1952 г., въпреки че не е сред страните съучредителки на Алианса през 1949 г. Разполагането на крилати ракети със среден обсег ядрени бойни глави в Турция през 1960 г., след преврата, служи като прелюдия за последвалата Карибска криза.